# Bosnyákok
A bosnyákok (bosnyákul: Bošnjak, Bošnjaci) délszláv népcsoport. Elsősorban Bosznia-Hercegovinában, Szerbiában (Szandzsák és Koszovó vidékén) és Montenegróban élnek. A bosnyákok nemzeti identitására döntő hatással volt muzulmán vallásuk. Ma szinte kizárólag azok nevezik magukat bosnyáknak, akik muszlim kulturális háttérrel rendelkeznek.

## Bosnyákok a Balkánon

A bosnyákok lakhelye

A Balkán-félsziget középső részén az egykori boszniai bogumilok és katharok tértek át tömegével az iszlámra, a katolikus és ortodox vallású keresztények közül kevesebben. Az Oszmán Birodalom ötszáz évig uralta a vidéket, és a fél évezredes uralom maradandó hatással volt az itt élő népek kultúrájára. Részben nyelvük is módosult, így amit egyesek újabban önálló bosnyák nyelvnek tartanak, számos török jövevényszóval gazdagodott, amelyeket szinte kizárólag a bosnyákok használnak. A boszniai nyelv azonban teljesen érthető a szerbek, illetve a horvátok számára is.

## Bosnyákok Magyarországon
Az Osztrák–Magyar Monarchia idején mindenkit, aki Bosznia-Hercegovinában élt, tehát katolikusokat, ortodoxokat és muszlimokat egyaránt, még bosnyáknak (Bošnjak) neveztek. Kállay Béni közös pénzügyminiszterként Bosznia kormányzója, korának jelentős Balkán-szakértője a kor liberális felfogása alapján alkotta meg a boszniai nemzet fogalmát. Véleménye szerint vallástól függetlenül a térségben élő szlávok egy népet alkotnak, ez azonban se nem horvát, se nem szerb.
Magyarországon is élnek népcsoportok, melyeknek tagjai rendszerint bosnyáknak nevezik magukat. A magyarországi bosnyákok esetében a név azonban nem jelent iszlám kötődést, hanem csak földrajzi eredetet. A magyarországi bosnyákok hagyományosan katolikus vallásúak, és horvátnak tartják magukat (bosnyák-horvátok).

## Kapcsolódó szócikk
- Bosnyák-horvátok